# Mystus cavasius
Cá chốt giấy (Danh pháp khoa học: Mystus cavasius) là loài cá da trơn trong họ Bagridae phân bố ở vùng Đông Nam Á như Giava, Xumatra, Borneo, ấn Độ, Thái Lan, Lào. Ở Việt Nam, chúng được bắt gặp nhiều ở khu vực đồng bằng sông Cửu Long.

## Đặc điểm
Cá chốt giấy mình hơi giẹp, da láng màu trắng bạc, dài hơn cá chốt sọc, cá chốt nhỏ con, ít thịt, nhiều xương. Thân cá dài và rất dẹp bên. Kích thước tối đa khoảng 40 cm. Kích thước khai thác từ 15–20 cm. Cá chốt xuất hiện vào khoảng tháng 3-4 khi mùa mưa sắp đến. Vào thời gian tháng ba, tháng tư loại cá này ở các sông sắp tới mùa mưa nên cá chốt giấy đều mang một bụng trứng vàng nghính, Cá chốt ôm một bụng trứng vàng. Chúng từ ruộng di cư ra sông rạch để bảo tồn nòi giống.
Đầu nhỏ, dẹp bằng, mặt dưới phẳng hơn mặt trên. Mõm tù, có 4 đôi râu. Râu mép dài nhất. Và kéo dài quá ngọn vây đuôi. Mắt to không được da che phủ, nằm lệch về mặt lưng của đầu và gần như cách đều chót mõm với điểm cuối nắp mang. Màng mang phát triển, tách rời nhau và không dính với eo mang. Vây mỡ rất dài, phần trước của vây mỡ chạm với vây lưng. Toàn thân cá có màu xanh lá cây hay xám xanh, phần lưng sậm hơn phần bụng. Dọc đường bên có một sọc trắng. Vây lưng, vây đuôi, vây mỡ có màu xanh xám. Vây ngực, vây bụng, vây hậu môn phần ngọn sậm hơn phần gốc và màng da giữa các tia vây có màu đen. 

## Đánh bắt
Nắm bắt được quy luật của cá chốt giấy, người dân miền Tây hay chuẩn bị câu, lưới, chài, đăng để đánh bắt. Vào mùa tháng ba, tháng tư thường thường dân ở ruộng hay quăng câu ngầm, móc mồi trùn; ở đầu giường câu kia buộc một cục đá, đầu này buộc vào một cây sào dài; người ta có thể đứng trên bờ quăng luồng câu ra xa ngoài dòng nước rồi cắm cây sào dài giữ luồng câu cho đừng bị trôi. Sau đó lại nhổ cây sào thăm câu, phăng câu lên, cá chốt dính mỗi lưỡi mỗi con đây là câu quăng.
Người ta móc mồi sẵn và khoanh tròn trong một cái sàng rộng, ngồi ở mũi xuồng rồi lấy câu từng lớp từng lớp thả câu dài theo dòng sông cho chìm sát dưới đáy sông; khi bũa câu xong người ta mới cắm cây sào dài và buộc giường câu vào cây sào để giữ giường câu khỏi bị trôi. Khi thăm câu người ta cũng nhổ cây sào lên và phăng giường câu từ từ, rồi gỡ cá bỏ vào xuồng. Cách câu cá chốt thực hiện vào mùa tháng ba, tháng tư khi trời vào mùa mưa.
Ngoài cách bắt cá chốt bằng câu quăng, người ta còn nhữ mồi chận đăng nơi các miệng hầm, vàm mương, hoặc chận đăng cặp các mé cỏ (còn gọi là đăng mé) vào tháng cá sắp lên đồng. Cách đăng mương là được nhiều cá chốt. Buổi chiều nước lớn và vào lúc nửa đêm nước bắt đầu ròng, thì người ta nhữ mồi cá vào lúc chạng vạng tối cho cá bắt hơi mồi kiếm ăn đặng cá vô mương. Chờ cá vô như vậy cho tới khi nước gần đứng ròng, người ta mới lội xuống nước trải đăng ra đăng vàm mương lại.
Trước đây ở các vùng thuộc Long Xuyên, Châu Đốc cá chốt nhiều, ở làng Mặc Cần Dưng (Bình Hòa) và các vùng lân cận những năm còn làm lúa mùa tới mùa mưa tháng tư, tháng năm, người ta cứ thui vài con chuột cho cháy khét rồi đem xuống bến sông, một tay cầm cái rỗ, tay kia cầm con chuột đưa qua đưa lại dưới nước, cá chốt bu lại cả bầy và cứ thế lấy rỗ xúc cá. Chúng rất dạn mồi, dù bị xúc như vậy nhưng cứ bu lấy miếng mồi và người ta tiếp tục xúc cho đến khi nào cá hết bu vào con chuột nữa mới thôi và dời đi bến khác.
Cách nhày hùm, cách quậy đìa cũng nhằm bắt cá chốt rất hữu nghiệm. Nhảy hùm thì cá chốt nghe tiếng động do có người quậy nước là bu lại và người ta cứ cầm rỗ, quậy nước động năm mười lần rồi bắt đầu úp rỗ xúc từ ngoài kéo vô mình một cái thật mạnh và xúc lên thì có cá chốt dính vô rỗ. Còn quậy đìa khi nước đục các loài cá tép bị nước bùn làm cay mắt và nổi lờ đờ trên mặt nước, đặc biệt cá chốt nổi quơ râu qua lại rất chậm nên người ta cứ việc lấy rỗ xúc hoặc cái xịa xúc cá vô rỗ.

## Trong ẩm thực
Cá chốt giấy là loại cá ngon hơn một số loại cá chuốt khác. Có món cá chốt giấy một nắng chiên giòn, cá chốt giấy được nhiều người nội trợ mua về phơi một nắng đem chiên. Cá chốt giấy tuy dân dã, nhưng chế biến nhiều món như nấu canh chua, kho sả ớt, làm mắm, làm khô, dễ làm mà rất ngon là món cá chốt giấy một nắng chiên giòn. Để chế biến món này hơi mất công một chút vì tốn thời gian làm sạch cá. Lựa cá chốt còn tươi, con vừa ăn không cần lớn, để khi chiên giòn có thể ăn luôn cả xương. Cắt bỏ đầu, đuôi, ruột, rửa sạch, để ráo. Ướp gia vị gồm muối và bột ngọt. Cho cá ra sàng phơi khô khoảng một nắng cho thịt cá hơi se se rồi mang vào chế biến